# Jaborowitz
Jaborowitz, polnisch Jaborowice, ist eine Ortschaft in Polen in Oberschlesien. Sie liegt in der Gemeinde Groß Neukirch im Powiat Kędzierzyńsko-Kozielski (Landkreis Kandrzin-Cosel) in der Woiwodschaft Opole.

## Geografie
Jaborowitz liegt rund zwei Kilometer östlich vom Gemeindesitz Groß Neukirch, 14 Kilometer südlich von der Kreisstadt Kędzierzyn-Koźle (Kandrzin-Cosel) und 51 Kilometer südlich von der Woiwodschaftshauptstadt Opole.

## Geschichte
Der Ort entstand spätestens im 13. Jahrhundert und wurde 1303 erstmals urkundlich erwähnt.
Der Ort wurde 1783 im Buch Beyträge zur Beschreibung von Schlesien als Jaborowi(t)z erwähnt, gehörte einem Grafen von Gaschin und lag im Landkreis Cosel und hatte 134 Einwohner, 16 Bauern und einige Gärtner. 1865 bestand Jaborowitz aus einem Dominium und einem Dorf. Zu diesem Zeitpunkt hatte das Dorf 13 Bauern und 25 Gärtnerstellen, ferner eine Wassermühle mit zwei Gängen.
Bei der Volksabstimmung in Oberschlesien am 20. März 1921 stimmten im Ort 237 Wahlberechtigte für einen Verbleib Oberschlesiens bei Deutschland und 44 für eine Zugehörigkeit zu Polen. Auf Gut Jaborowitz stimmten 83 für Deutschland und 14 für Polen. Jaborowitz verblieb nach der Teilung Oberschlesiens beim Deutschen Reich. Am 16. November 1936 wurde der Ort im Zuge einer Welle von Ortsumbenennungen der NS-Zeit in Holderfelde umbenannt. Bis 1945 befand sich der Ort im Landkreis Cosel.
Infolge des Zweiten Weltkrieges kam der Ort 1945 unter polnische Verwaltung, wurde der Woiwodschaft Schlesien angeschlossen und in Jaborowice umbenannt. Der Landkreis Cosel wurde in Powiat Kozielski umbenannt. 1950 kam der Ort zur Woiwodschaft Opole. 1975 wurde der Powiat Kozielski aufgelöst. 1999 kam der Ort zum neugegründeten Powiat Kędzierzyńsko-Kozielski. Am 29. April 2011 erhielt der Ort zusätzlich den amtlichen deutschen Ortsnamen Jaborowitz.

## Sehenswürdigkeiten

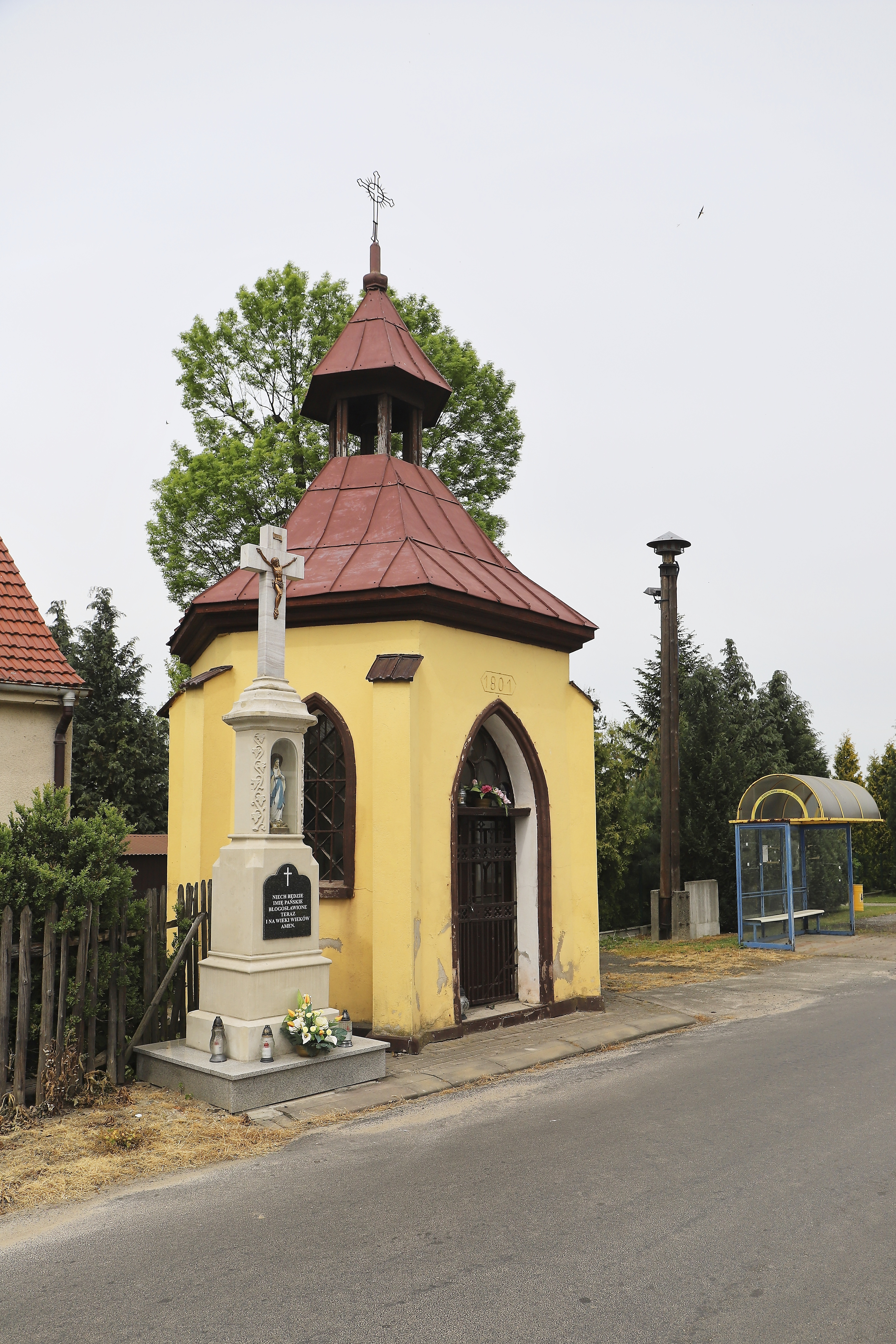
Kapelle und Wegkreuz

- Wegkapelle
- Wegkreuze